# (32564) Glass
(32564) Glass (2001 QM68) – planetoida z pasa głównego asteroid okrążająca Słońce w ciągu 4,27 lat w średniej odległości 2,63 j.a. Odkryta 20 sierpnia 2001 roku.